# واتسلاو چرنی
واتسلاو چرنی (چکی: Václav Černý؛ زادهٔ ۱۷ اکتبر ۱۹۹۷) بازیکن فوتبال اهل جمهوری چک است.

## باشگاهی
از باشگاه‌هایی که در آن بازی کرده‌است می‌توان به آژاکس و اوترخت اشاره کرد.

## تیم ملی
وی همچنین در تیم ملی فوتبال زیر ۲۱ سال جمهوری چک بازی کرده‌است.